# ラズバン・コチシュ
ラズバン・コチシュ（Răzvan Cociş、1983年2月19日 - ）は、ルーマニア・クルージュ＝ナポカ出身の元サッカー選手。現役時代のポジションはMF。

## 経歴
育成の名門CFMウニヴェルシタテア・クルジュ＝ナポカの下部組織出身であり、ユースチーム時代には全国優勝を果たした。21歳の若さでトップチームのレギュラーとなり、フランスのスタッド・レンヌFCなど複数のクラブが獲得を狙っていると噂されたが、2003-04シーズン終了後に同世代のゲオルゲ・フロレスクとともにモルドバのFCシェリフ・ティラスポリに移籍した。2007年はじめには移籍金260万ユーロでロシア・プレミアリーグのFCロコモティフ・モスクワと3年契約を結び、FCルビン・カザン戦でリーグ戦初得点を記録した。2010年3月1日、FCティミショアラと3ヶ月の短期契約（5年間の契約延長オプション付き）を結んだ。5月22日、サウジアラビアのアル・ナスルと契約した。2011年2月25日、ウクライナ・プレミアリーグのFCカルパティ・リヴィウにレンタル移籍し、3月11日のFCシャフタール・ドネツク戦 (1-0) で初得点となる決勝点を挙げた。2010-11シーズン終了後に6月、ロシア・プレミアリーグのFCロストフに完全移籍した。
2014年7月14日、シカゴ・ファイアーへ移籍した。

### 代表
2005年8月17日のアンドラ公国戦 (2-0) でルーマニア代表デビューした。

## 所属クラブ
- CFMウニヴェルシタテア・クルージュ＝ナポカ 2001-2004
- FCシェリフ・ティラスポリ 2004-2006
- FCロコモティフ・モスクワ 2007-2009
- FCティミショアラ 2010
- アル・ナスル 2010-2011

→ FCカルパティ・リヴィウ 2011 (loan)
- FCロストフ 2011-2013
- FCホヴェルラ・ウージュホロド 2013-2014
- シカゴ・ファイアー 2014-2016

## タイトル
FCシェリフ・ティラスポリ
ディヴィジア・ナツィオナラ (2) : 2004-05, 2005-06

## 個人成績
代表での得点
| # | 日時          | 場所         | 対戦相手     | スコア | 最終結果 | 大会                                    |
| - | ------------- | ------------ | ------------ | ------ | -------- | --------------------------------------- |
| 1 | 2006年2月28日 | ニコシア     | アルメニア   | 2-0    | 2-0      | 親善試合                                |
| 2 | 2008年9月10日 | トースハウン | フェロー諸島 | 1-0    | 1-0      | 2010 FIFAワールドカップ・ヨーロッパ予選 |